# Neomargarodes chondrillae
Neomargarodes chondrillae är en insektsart som beskrevs av Archangelskaya 1935. Neomargarodes chondrillae ingår i släktet Neomargarodes och familjen pärlsköldlöss. Inga underarter finns listade i Catalogue of Life.